# Obrenovići
Obrenovići su bili srpska vladarska obitelj u periodu 1815. – 1903. osim 1842. – 1858. kada je Srbijom vladao knez Aleksandar Karađorđević.
Njen rodonačelnik bio je knez Miloš Obrenović, a posljednji vladar kralj Aleksandar Obrenović. Za vrijeme vladavine Obrenovića Srbija je stekla neovisnost na Berlinskom kongresu 1878. Zatim je u ožujku 1882. Srbija od kneževine postala kraljevinom.
Dinastija Obrenovića danas nema izravnih muških potomaka.
Obrenovići su bili skloni političkoj pronicljivosti. Bili su govornici i diplomati. Smatrani su austrofilima, te su vanjsku politiku Srbije oslanjali na strateško savezništvo s Austro-Ugarskom. Državotvornost im je bila na prvom mjestu, ispred ekonomskog stanja u državi. 
Srbiji su dali četvoricu kneževa (Miloš, Milan, Mihailo, i Milan Obrenović) i dvojicu kraljeva (Milan Obrenović, Aleksandar Obrenović). Milan Obrenović vladao je i s naslovom kneza (1868. – 1882.) i s naslovom kralja (1882‐1889).
Trojica vladara iz ove dinastije umrla su prirodnom smrću. Preostalu dvojicu vladara Obrenovića ubili su sami Srbi, Mihaila (1868.) i Aleksandra (1903.) Obrenovića. Svirepo ubojstvo kralja Aleksanda i kraljice Drage 1903. godine označilo je kralj dinastije Obrenović, te je Srbijom zavladala suparnička dinastija Karađorđević. Povodom promjene dinastija, prevladao je u Srbiji utjecaj najradikalnijih nacionalista koji su sudjelovali u državnom udaru 1903. i koji su nastavili djelovati kao vrlo agresivno tajno društvo "Crna ruka". Karađorđevići su ubrzo prekinuli strateško savezništvo Srbije s Austro-Ugarskom i Njemačkom i okrenuli Srbiju vezama s Francuskom i Velikom Britanijom, koje su bile zainteresirane za narušavanja austrijske i njemačke geopolitičke dominacije na prostoru Balkana, Levanta i Bliskog istoka, uspostavljene na kraju 19. i početku 20. stoljeća. Time je Srbija stavljena u donekle izolirani položaj među zemljama koje su blisko surađivale s Njemačkom i Austro-Ugarskom, ali je takvo geopolitičko svrstavanje ostavljalo mjesta nadi da se u mogućem budućem sukobu među velikim silama ostvari projekt Velike Srbije.
Prema popularnoj predaji Srbija je cvjetala u vrijeme Obrenovića, oni su za vrijeme te dinastije dobili 47 važne stvari. Država je postala samostalna, uz nemala teritorijalna proširenja. Svi ustavi novovjekovne Srbije doneseni su za vladavine Obrenovića (1835., 1838., 1869., 1888. – 1903. vraćen s malim izmjenama – i 1901.). Uvedena je stajaća vojska. Osnovana je srpska tajna služba i to za vrijeme Drugog srpskog ustanka. Prvi značajni tajni agent je bio narodni knez Vasilije Vasa Popović iz Bersića kod Gornjeg Milanovca.  Osnovan je Licej (1838.) i potom Velika škola (1863.), prva visokoškolska ustanova u Srbiji. Sultanu Mahmutu u Carigradu knjaz Miloš otplatio je dugove Ekumenske Patrijaršije. Osobnim novcem Obrenovića ili njihovim zalaganjima sagrađeno je ili barem obnovljeno više od 400 crkava i manastira. Na Dorćolu u Beogradu je 1892. izrađena prva centrala koja je opskrbljivala gradski tramvaj i javnu rasvjetu.

## Vladari
- 1815. – 1839., 1858-1860, knez Miloš Obrenović
- 1839. – 1839., knez Milan Obrenović
- 1839. – 1842., 1860-1868,  knez Mihailo Obrenović
- 1868. – 1889., knez Milan Obrenović, kralj od 1882. godine
- 1889. – 1903., kralj Aleksandar Obrenović

## Obiteljsko stablo
|  |  | Višnja Urošević (Baba Višnja) |                   |                   |                   |                   |                   |  |  |                   |                   |                   |                   |                   |                   |  |  |                      |                  |                  |                  |                  |                  |  |  |  |  |  |  |  |  |  |  |  |  |  |  |  |  |
|  |  |                               |                   |                   |                   |                   |                   |  |  |                   |                   |                   |                   |                   |                   |  |  |                      |                  |                  |                  |                  |                  |  |  |  |  |  |  |  |  |  |  |  |  |  |  |  |  |
|  |  |                               |                   |                   |                   |                   |                   |  |  |                   |                   |                   |                   |                   |                   |  |  |                      |                  |                  |                  |                  |                  |  |  |  |  |  |  |  |  |  |  |  |  |  |  |  |  |
|  |  | Miloš Obrenović               | Miloš Obrenović   | Miloš Obrenović   | Miloš Obrenović   | Miloš Obrenović   | Miloš Obrenović   |  |  |                   |                   |                   |                   |                   |                   |  |  | Jevrem Obrenović     | Jevrem Obrenović | Jevrem Obrenović | Jevrem Obrenović | Jevrem Obrenović | Jevrem Obrenović |  |  |  |  |  |  |  |  |  |  |  |  |  |  |  |  |
|  |  | Miloš Obrenović               | Miloš Obrenović   | Miloš Obrenović   | Miloš Obrenović   | Miloš Obrenović   | Miloš Obrenović   |  |  |                   |                   |                   |                   |                   |                   |  |  | Jevrem Obrenović     | Jevrem Obrenović | Jevrem Obrenović | Jevrem Obrenović | Jevrem Obrenović | Jevrem Obrenović |  |  |  |  |  |  |  |  |  |  |  |  |  |  |  |  |
|  |  |                               |                   |                   |                   |                   |                   |  |  |                   |                   |                   |                   |                   |                   |  |  |                      |                  |                  |                  |                  |                  |  |  |  |  |  |  |  |  |  |  |  |  |  |  |  |  |
|  |  | Milan Obrenović <             | Milan Obrenović < | Milan Obrenović < | Milan Obrenović < | Milan Obrenović < | Milan Obrenović < |  |  | Mihailo Obrenović | Mihailo Obrenović | Mihailo Obrenović | Mihailo Obrenović | Mihailo Obrenović | Mihailo Obrenović |  |  | Miloš Obrenović      | Miloš Obrenović  | Miloš Obrenović  | Miloš Obrenović  | Miloš Obrenović  | Miloš Obrenović  |  |  |  |  |  |  |  |  |  |  |  |  |  |  |  |  |
|  |  | Milan Obrenović <             | Milan Obrenović < | Milan Obrenović < | Milan Obrenović < | Milan Obrenović < | Milan Obrenović < |  |  | Mihailo Obrenović | Mihailo Obrenović | Mihailo Obrenović | Mihailo Obrenović | Mihailo Obrenović | Mihailo Obrenović |  |  | Miloš Obrenović      | Miloš Obrenović  | Miloš Obrenović  | Miloš Obrenović  | Miloš Obrenović  | Miloš Obrenović  |  |  |  |  |  |  |  |  |  |  |  |  |  |  |  |  |
|  |  |                               |                   |                   |                   |                   |                   |  |  |                   |                   |                   |                   |                   |                   |  |  | Milan Obrenović      |                  |                  |                  |                  |                  |  |  |  |  |  |  |  |  |  |  |  |  |  |  |  |  |
|  |  |                               |                   |                   |                   |                   |                   |  |  |                   |                   |                   |                   |                   |                   |  |  |                      |                  |                  |                  |                  |                  |  |  |  |  |  |  |  |  |  |  |  |  |  |  |  |  |
|  |  |                               |                   |                   |                   |                   |                   |  |  |                   |                   |                   |                   |                   |                   |  |  | Aleksandar Obrenović |                  |                  |                  |                  |                  |  |  |  |  |  |  |  |  |  |  |  |  |  |  |  |  |

| Slika | Značenje         |  | Slika             | Značenje |
| ----- | ---------------- |  | ----------------- | -------- |
|       | Kneževina Srbija |  | Kraljevina Srbija |          |